# Pohřeb v Karpatech
Pohřeb v Karpatech je sousoší Jana Štursy (1880–1925) z let 1915–1924. Umístěno je v Předměřicích nad Jizerou (okres Mladá Boleslav), ve Frýdku-Místku (okres Frýdek-Místek) a v Novém Městě na Moravě (okres Žďár nad Sázavou).

## Námět a dílo
První světová válka (1914–1918) přinesla nezměrné utrpení i ztráty na lidských životech. Prakticky ihned po jejím skončení byly budovány pomníky na paměť padlých a dalších obětí. Dodnes jsou součástí místních prostranství a hřbitovů. Často do seznamů padlých v první světové válce byla přidána i jména padlých ve druhé světové válce. Mezi těmito pomníky vynikají ty, které byly ozdobeny uměleckými díly. Některá z nich vytvořili umělci, kteří přímo reagovali na utrpení světové války, jíž sami byli přímými účastníky. V díle Jana Štursy jsou takovými díly Pohřeb v Karpatech, Raněný a Hlavice s bojujícími a umírajícími legionáři na budově Legiobanky.
Přímým inspirativním zdrojem sousoší byla fotografie uveřejněná v časopisu Das Neueste im Bilde v roce 1915 s titulem „Rusové pohřbívají padlého spolubojovníka v Karpatech“, která se zachovala ve Štursově pozůstalosti. Tato reportážní fotografie byla pro Štursu naprosto inspirující. Převzal základní kompozici čtyř vojáků, kteří ukládají spolubojovníka do hrobu. Původní fotografie obsahovala ještě další dva vojáky, kteří zřejmě opodál hlídkovali. Do sousoší by však nezapadli. Štursa tento problém vyřešil tím, že hlavu jednoho vojáka v zadní dvojici mírně pootočil jakoby ve směru možného útoku. Podle monografie Petra Wittlicha tak Štursa vytvořil příznivý předpoklad  pro řešení zadního pohledu na pomník a zároveň dal skupině hlubší obsahovou dimenzi ve smyslu její výzvy okolnímu světu. Ve Štursově první verzi sousoší byli vojáci oblečeni v rakouských uniformách, čímž naznačil, že za světové války trpěli a umírali lidé na všech frontách. Štursovi se podařilo vystihnout to, co i naznačoval sám snímek, tragiku války, očištěnou od patosu zdůrazňovaného hrdinství, naopak vystihnout smutek dané situace. Význam díla shrnuje monografie Jiřího Mašína o Janu Štursovi následovně: „Pohřeb v Karpatech tak vstoupil do dějin českého sochařství jako dílo mimořádné, v němž se integrálně propojily tvar s obsahem a časovost s nadčasovostí.“
Do konce války vznikly dvě verze sousoší. Malá verze (9,5 cm) z let 1915–1916, která se dochovala ve více bronzových odlitcích. Druhá verze z roku 1918 byla vypracována v hruškovém dřevě (výška 44,5 cm) Původně byla ve sbírce průmyslníka Jindřicha Waldese. Nyní je ve sbírce Karly a Davida Železných.
Po ukončení války za podstatně změněné politické situace vznikla poptávka po sochařském ztvárnění pomníků padlých ve válce. V rámci přípravy pomníků v Předměřicích nad Jizerou a Místku byly uniformy vojáků upraveny, aby pomník více odrážel podíl mocností na ukončení války. Vojáci v sousoší byli oblečeni do uniforem vojáků legií na Rusi, dále dále do francouzských a italských uniforem. Poslední voják zůstal v rakouské uniformě, měl symbolizovat čerstvě zběhnuvšího vojáka rakouské armády. Následně byly  vyhotoveny kamenosochařské kopie v životní velikosti, kde oproti původním Štursovým verzím jsou postavy zrcadlově obrácené. Výška sousoší bez podstavce je cca 210 cm. Jednotlivé verze sousoší, označené jako pomník padlých ve světové válce, byly umístěny v Předměřicích nad Jizerou (1925), v Místku (1924) a ve Štursově rodišti v Novém Městě na Moravě (1932).

## Galerie

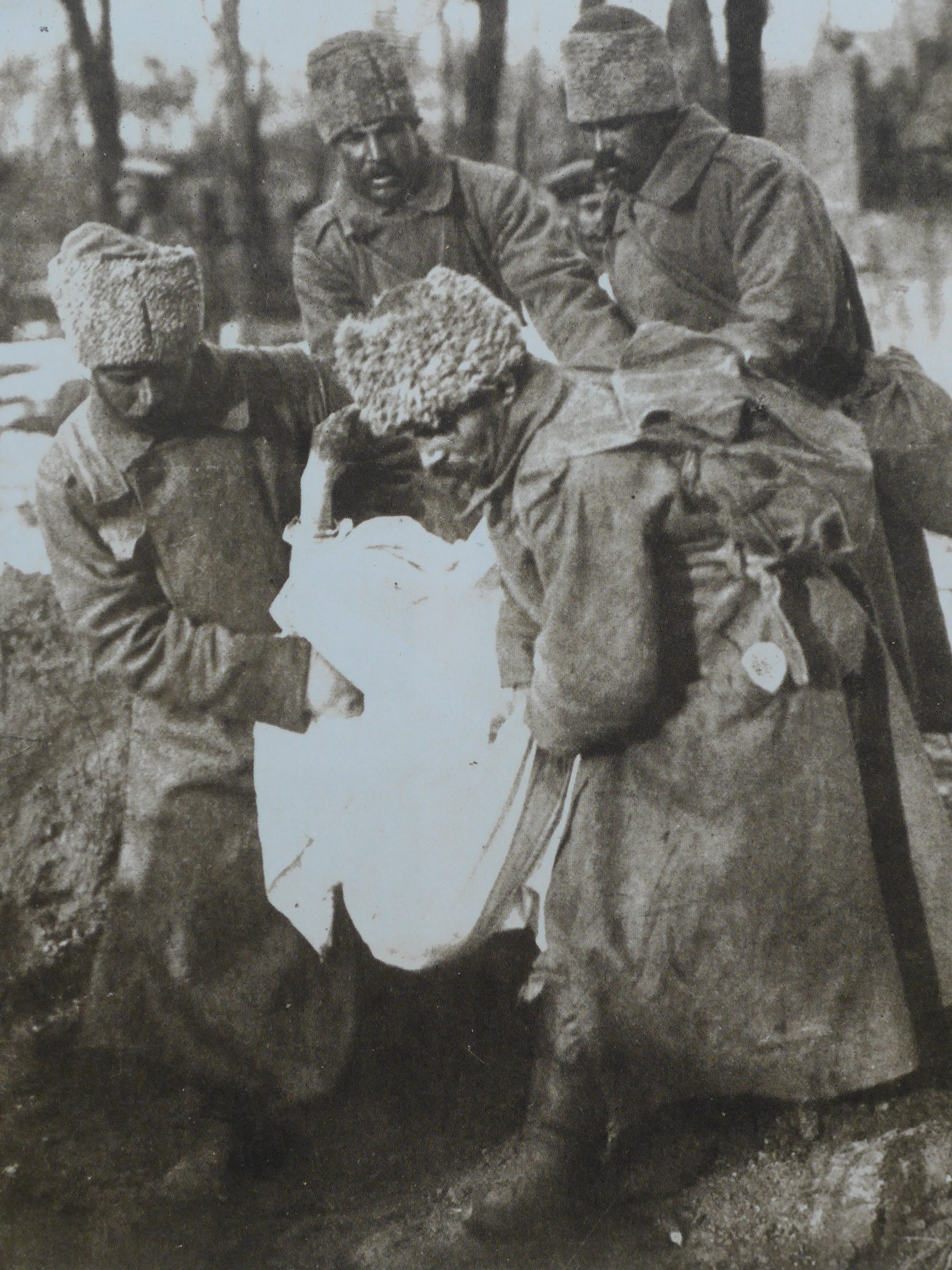
Pohřeb v Karpatech, reportážní foto z r. 1915, inspirace pro vznik sousoší
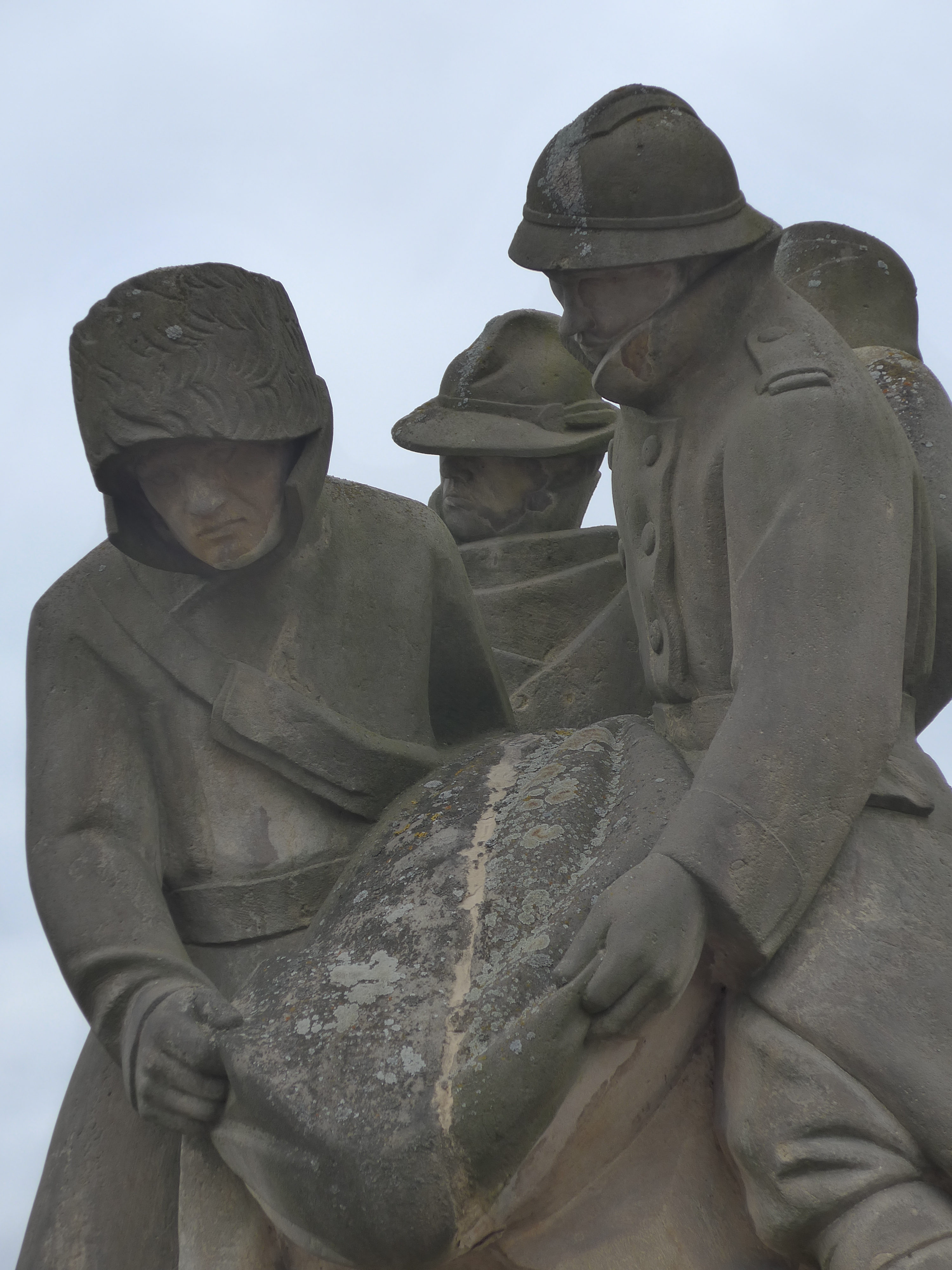
Předměřice nad Jizerou, čelní pohled na sousoší
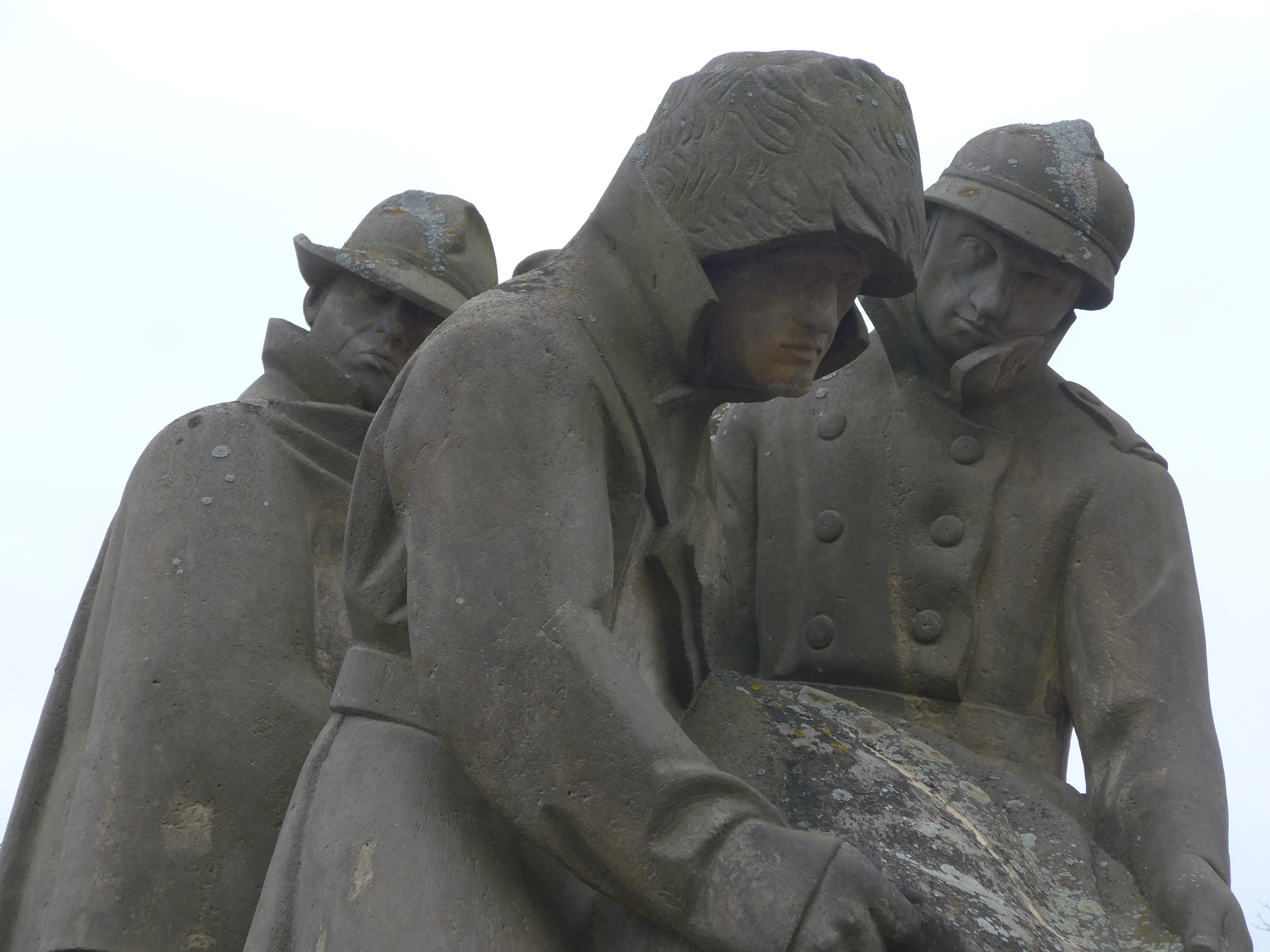
Předměřice nad Jizerou, boční pohled na sousoší
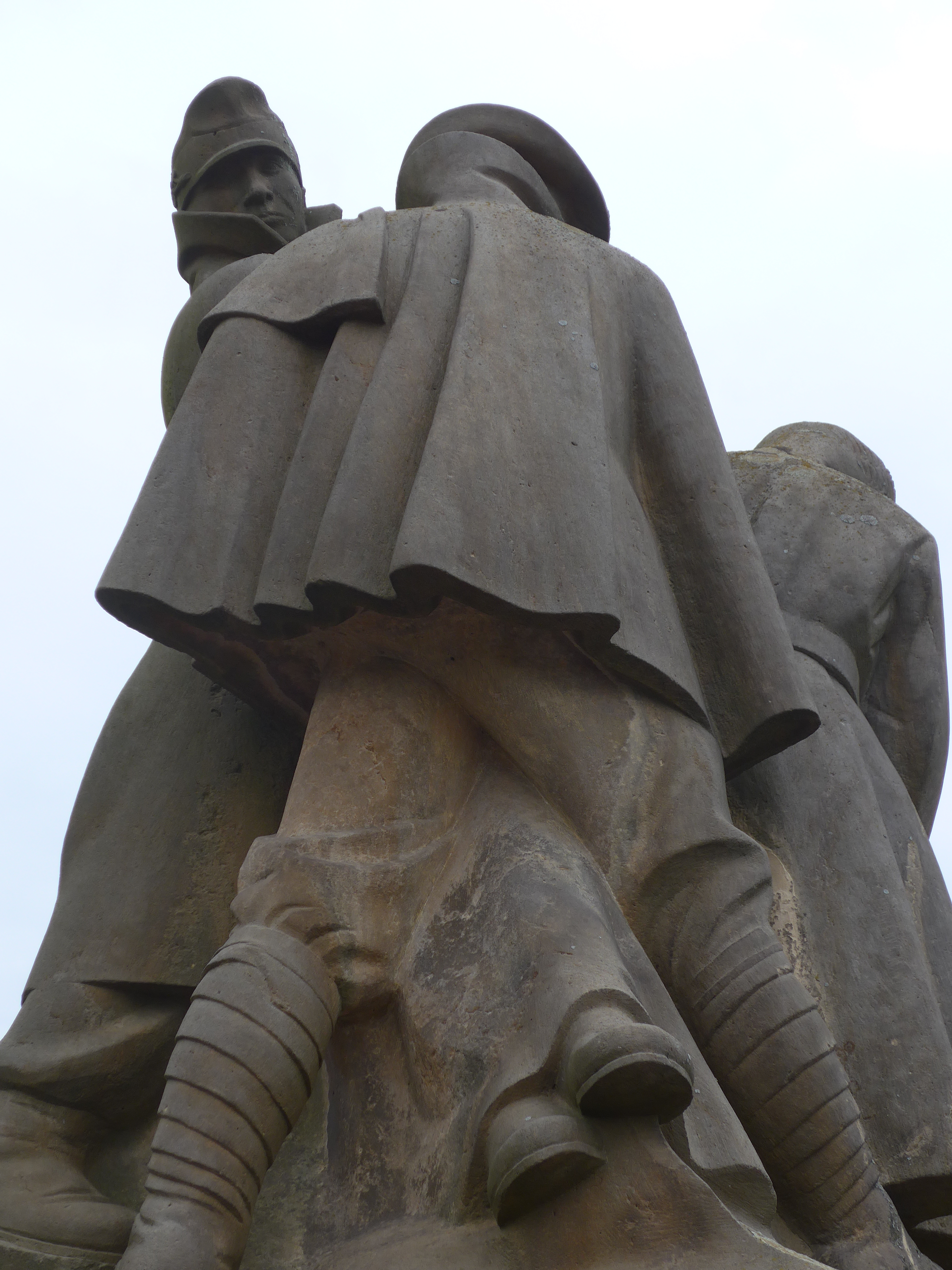
Předměřice nad Jizerou, zadní pohled na sousoší
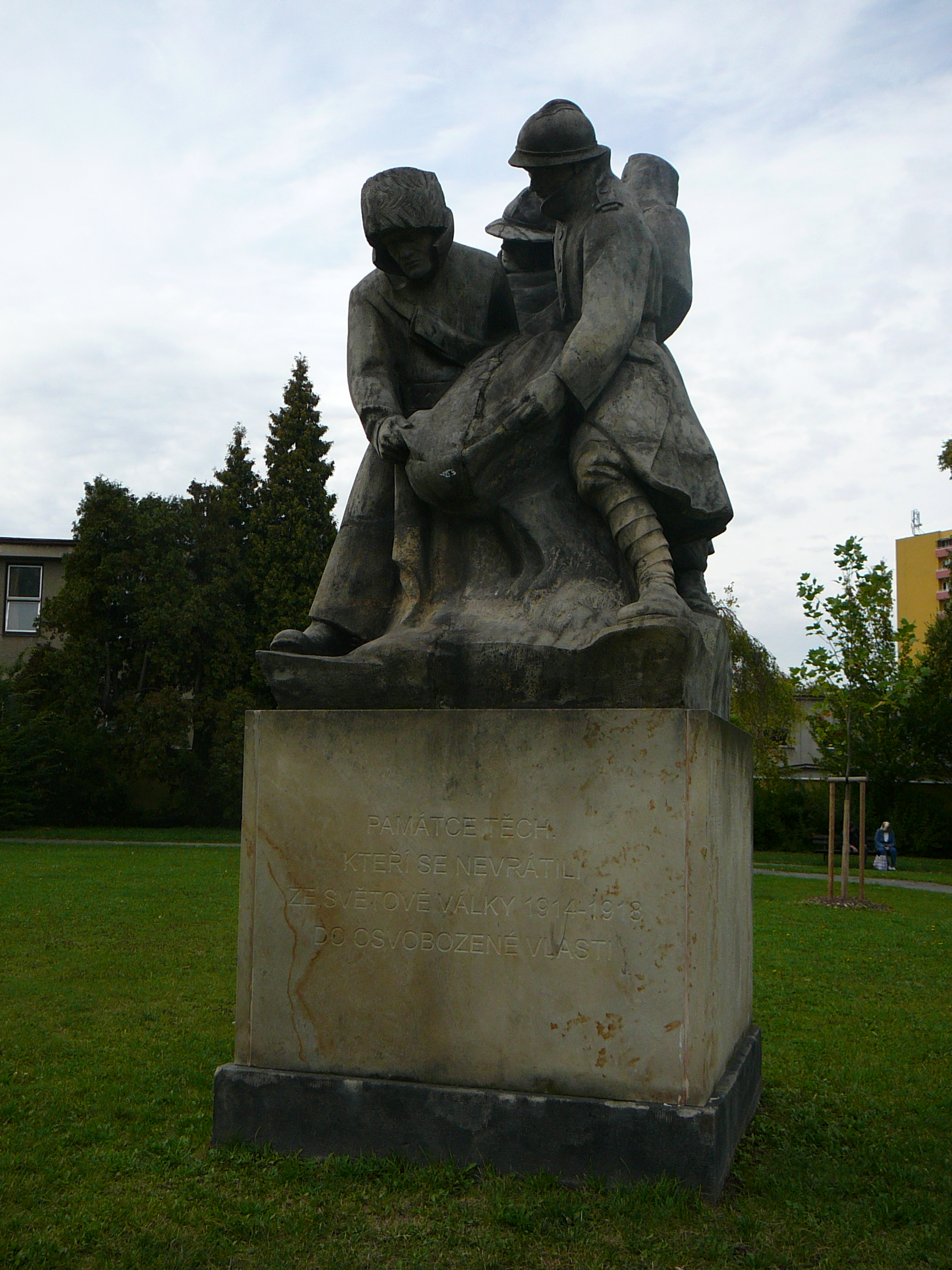
Pomník ve Frýdku-Místku
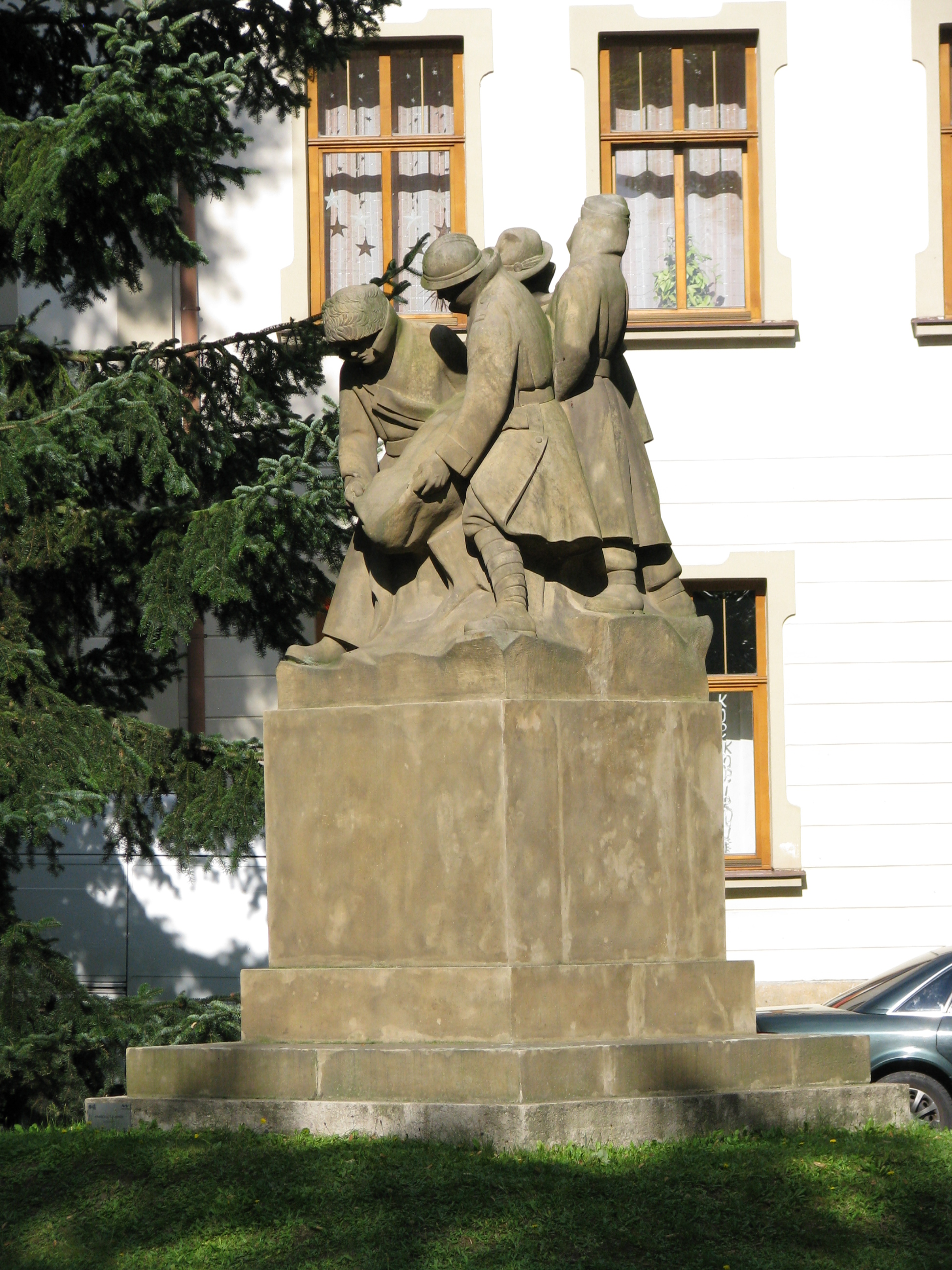
Pomník v Novém Městě na Moravě
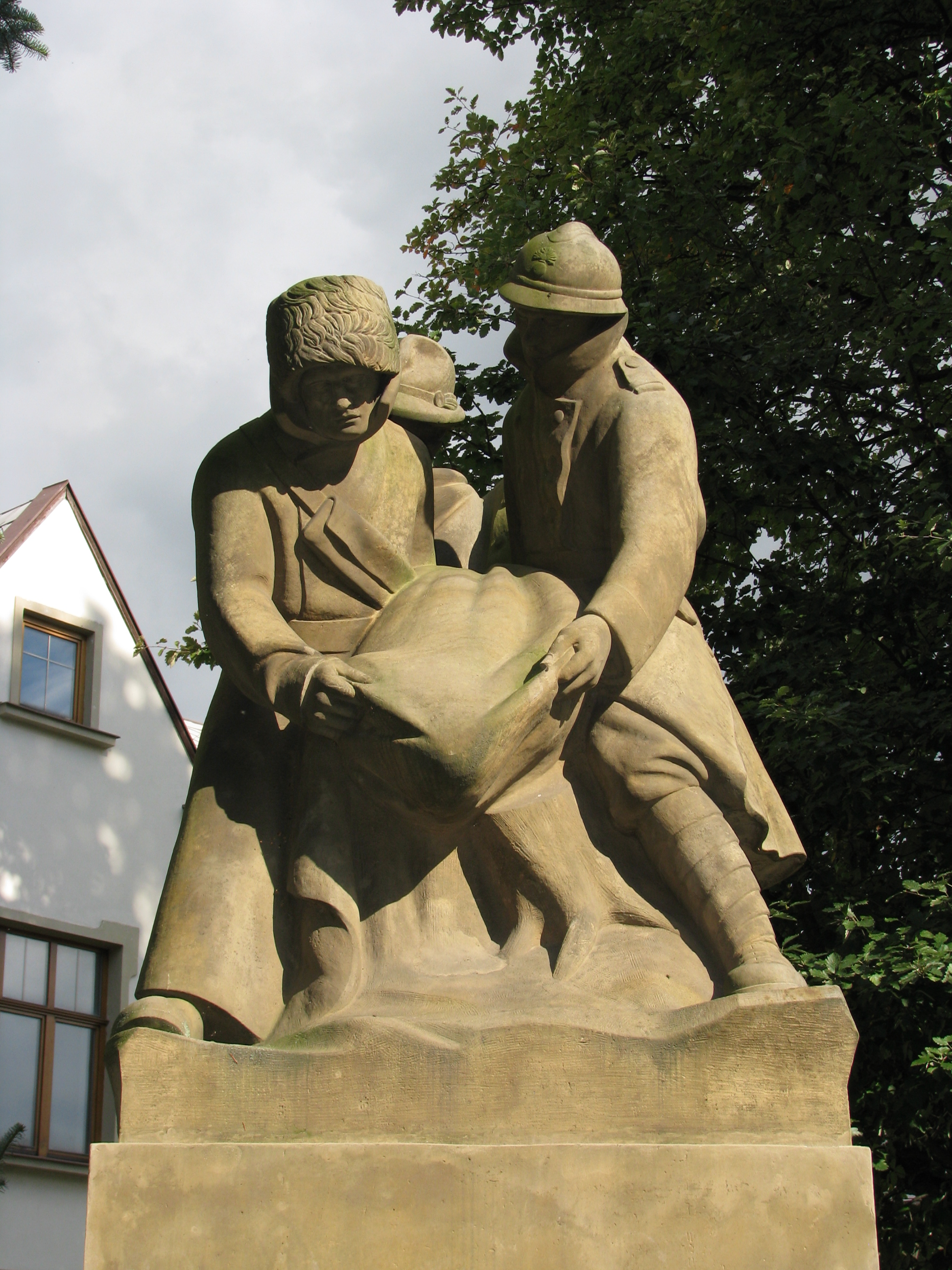
Pomník v  Novém Městě na Moravě